# Hampton Grease Band
Hampton Grease Band foi uma banda de rock americana, começando como um grupo de blues rock no final da década de 1960 em Atlanta, Geórgia. Eles tocaram com várias bandas importantes nesse período, incluindo Grateful Dead e Allman Brothers. A banda ganhou fama por suas apresentações excêntricas no palco e eventualmente atraiu atenção suficiente para assinar com a Columbia Records. Eles gravaram o álbum duplo Music to Eat em junho de 1971 com engenheiro de som Caram Costanzo, que é dito apocripticamente ter sido o segundo álbum menos vendido na história da Columbia, perdendo apenas para um disco de instrução de ioga. Este disco foi comparado com Captain Beefheart, Frank Zappa & The Mothers of Invention, e Pere Ubu.
A banda então assinou com os selos Bizarre e Straight de Frank Zappa, mas se separou em 1973. Vários membros seguiram carreiras musicais mais renomadas, incluindo o trabalho solo de Glenn Phillips e o trabalho de Bruce Hampton com o Aquarium Rescue Unit. Harold Kelling formou The Starving Braineaters e continuou tocando com várias bandas na área de Atlanta. Sam Whiteside também foi o gerente de estrada. Sam Whiteside e Espy Geisler projetaram a arte da capa e a maioria das ilustrações no interior de seu álbum Music to Eat. Music to Eat conquistou um significativo seguimento de culto e foi relançado em CD em 1996 com vários minutos de material adicional que havia sido editado do lançamento em vinil.
A banda foi a banda de abertura para a última apresentação de Frank Zappa/Mothers no Fillmore East em 6 de junho de 1971. Foi neste concerto que Zappa e os Mothers gravaram parte do Live at the Fillmore East. Mais tarde naquela noite, eles foram acompanhados por John Lennon e Yoko Ono, também disponíveis em versões gravadas. O guitarrista principal Harold Kelling morreu em maio de 2005.  
A Hampton Grease Band realizou seu primeiro concerto de reunião em 2 de junho de 2006, no Variety Playhouse em Little Five Points, uma área comercial em Atlanta, Geórgia. Eles tocaram o álbum Music to Eat e apresentaram alguns covers em seus dois bis, incluindo "Rock Around the Clock".

## Membros da banda
- Jerry Fields (também conhecido como Bubba Phreon) — trombone, bateria, percussão, voz
- Bruce Hampton (também conhecido como coronel Hampton B. Coles, aposentado) — vocais, trompete
- Mike Holbrook — baixo
- Harold Kelling — compositor, design de capa, guitarra, voz
- Glenn Phillips — guitarra, saxofone